# Crassispira incrassata
Crassispira incrassata es una especie de caracol marino depredador de la familia Pseudomelatomidae. Esta especie es endémica del mar de Cortés y se encuentra en las zonas intermareales desde el oeste de México hasta Ecuador. Descrita por primera vez en 1834 por George Brettingham Sowerby I, C. incrassata fue reclasificada por William Swainson como el espécimen holotipo del género Crassispira, pero su rango taxonómico actual no está claro. La concha tiene un patrón en espiral de color oscuro cubierto por un periostracum negro.

## Taxonomía
Crassispira incrassata es una especie de caracol marino de la familia Pseudomelatomidae. Fue descrita por primera vez en 1834 por el conchólogo británico George Brettingham Sowerby I como Pleurotoma incrassata en su informe a la Sociedad Zoológica de Londres. En 1839, Louis Charles Kiener describió la especie como Pleurotoma bottae.  La especie fue posteriormente reclasificada como Crassispira incrassata tras el establecimiento del género Crassispira por William Swainson, para el que se utilizó el espécimen holotipo de Pleurotoma bottae como especie tipo. En 1958, James Hamilton McLean y Myra Keen propusieron que C. incrassata representaba una variación meridional de C. bottae, pero esta clasificación no ha sido ampliamente adoptada.

## Descripción
Crassispira incrassata es un caracol turrid (caracol depredador) con un peso medio de 20,2 gramos (0,045 libras). La especie se reproduce sexualmente y se desplaza mediante un deslizamiento mediado por mucosidad.

### Concha
C. incrassata tiene una concha enrollada hacia la derecha con un caparazón acanalado de color oscuro que alberga un interior de color más claro. La longitud de la concha oscila entre 30 milímetros (1,2 pulgadas) y 50 milímetros (2,0 pulgadas), y el diámetro de la concha es de 15 milímetros (0,59 pulgadas). La concha de color marrón oscuro está recubierta por un periostracum de color negro. La concha es más gruesa en su base y se estrecha hasta formar una punta piramidal. Las espirales tienen una quilla incompleta a lo largo de la sutura y la quilla está estriada longitudinalmente. Estas estrías son granuladas y están cruzadas por líneas elevadas. El labio exterior está engrosado cerca del borde. El seno es ancho y el canal sifonal es corto. La concha de C. incrassata se diferencia de la de Crassispira bottae en que es ligeramente más grande, tiene una abertura más corta y la espina se estrecha antes.

### Tracto digestivo
El esfínter rincoideo es grande, está situado en la parte posterior y es contiguo a la pared de la probóscide. Los músculos retractores de la probóscide son grandes y están conectados al rincoideo. La probóscide mide la mitad de la longitud del rincoideo y está enrollada en su interior. El tubo bucal tiene dos esfínteres anteriores y una estructura en forma de saco. Hay una almohadilla epitelial, pero no hay esfínter intermedio. Tanto la pared del tubo bucal como la pared de la probóscide son gruesas, pero los labios bucales y el saco bucal son delgados y pequeños. La masa bucal tiene paredes gruesas y es muy grande en comparación con otras especies de caracoles. El esófago discurre entre la masa bucal y el anillo nervioso. Las glándulas salivales y el músculo circular también son muy grandes en relación con el tamaño del caracol. La glándula venenosa está ciliada antes de abrirse a la cavidad bucal detrás del esófago. El odontoforo es de tamaño mediano y está formado por una sola capa de células que forma un par de cartílagos no fusionados. La rádula está formada por dientes en forma de horquilla; el diente marginal mide 180 μm (0,007 pulgadas) de longitud.

## Distribución y ecología
C. incrassata es endémica del mar de Cortés y se encuentra comúnmente desde el oeste de México hasta Ecuador. C. incrassata se encuentra en zonas intermareales y puede extenderse hasta una profundidad de 18,3 metros (60 pies). El cormorán de doble cresta se alimenta de esta especie de caracol.